# Cảng An Thới
Cảng An Thới (hay Cảng biển quốc tế An Thới) là một cảng biển quốc tế tại An Thới, Phú Quốc, Kiên Giang, Việt Nam.
Cảng An Thới là cảng tổng hợp quốc tế với quy mô hàng hóa qua cảng là 500.000 đến 700.000 tấn/năm và số lượng hành khách thông qua cảng có 360.000 lượt khách/năm, theo quyết định 633 ngày 11 tháng 5 năm 2010 của Thủ tướng Chính phủ Việt Nam. Cảng An Thới được quy hoạch và triển khai xây dựng sớm nhất trong hệ thống cảng biển Phú Quốc. Cảng có tổng mức đầu tư 157,92 tỷ VND dùng vốn trái phiếu chính phủ theo chương trình Biển Đông - hải đảo theo báo cáo bàn giao của Cục Hàng hải Việt Nam thuộc Bộ Giao thông Vận tải.
Giám đốc Cảng vụ Hàng hải Kiên Giang Nguyễn Đình Việt thuộc Cục Hàng hải Việt Nam, từ tháng 4 năm 2011 là đại diện đơn vị tiếp nhận tạm thời cảng An Thới cho rằng toàn bộ khu vực bến cảng 3.000 DWT gần như chỉ có tàu cá và tàu hàng loại nhỏ của người dân địa phương neo đậu.